# Agenzia dell'Unione europea per la gestione operativa dei sistemi IT su larga scala nello spazio di libertà, sicurezza e giustizia
L'Agenzia dell'Unione europea per la gestione operativa dei sistemi IT su larga scala nello spazio di libertà, sicurezza e giustizia (eu-LISA) è un'agenzia dell'Unione europea, con sede a Tallinn (Estonia). Essa è stata creata con il regolamento 1077/2011 del 25 ottobre 2011.
L'Agenzia, che ha intrapreso le sue attività il 1º dicembre 2012, ha il compito di fornire una soluzione praticabile e a lungo termine per la gestione operativa dei sistemi IT su larga scala nell'area di competenza della DG Affari interni (Spazio di libertà, sicurezza e giustizia) della Commissione europea.
Il direttore esecutivo dell'agenzia è il bulgaro Krum Garkov e il vicedirettore esecutivo è l'italiano Luca Tagliaretti. L'Agenzia risponde ad un consiglio di amministrazione presieduto dall'ungherese Zsolt Szolnoki.

## Attività dell'Agenzia
L'agenzia gestisce una serie di banche dati che garantiscono la sicurezza nell'Area Schengen, in particolare Eurodac, il Sistema informativo dei visti (VIS) e il Sistema informativo Schengen di seconda generazione (SIS II), che sono strumenti essenziali per l'attuazione delle politiche dell'Unione europea in materia di sicurezza, asilo, migrazione e gestione dei confini.
L'agenzia coordina inoltre lo sviluppo di una serie di altri sistemi aggiuntivi, tra cui il sistema Entry-Exit (EES) e il sistema di pre-registrazione dei viaggiatori (ETIAS). eu-LISA evolverà inoltre in un centro di eccellenza per lo sviluppo e la gestione operativa di altri futuri sistemi nell'ambito delle tecnologie dell'informazione. L'agenzia è stabilita come un ente europeo indipendente (agenzia regolatrice).
Il compito centrale dell'agenzia è mantenere sempre e continuamente funzionanti i sistemi sottoposti alla sua responsabilità, assicurando così il continuo ed ininterrotto scambio di dati tra le autorità nazionali. L'agenzia è anche responsabile dell'adozione e attuazione delle misure di sicurezza, dell'addestramento di esperti per i sistemi IT da lei gestiti, della produzione e pubblicazione di statistiche e del monitoraggio delle attività di ricerca.
L'agenzia è obbligata a mantenere la completa separazione dei dati nei sistemi e assicura che i requisiti di sicurezza e protezione dei dati siano pienamente raggiunti.

## Sedi dell'Agenzia
La sede dell'Agenzia è a Tallinn, capitale dell'Estonia; tuttavia la gestione operativa dei sistemi su larga scala è effettuata a Strasburgo (Francia), con un centro di riserva (backup site) a Sankt Johann im Pongau (Austria); questa suddivisione delle sedi si ha poiché i compiti relativi allo sviluppo tecnico e alla preparazione per la gestione operativa del SIS II e del VIS sono già svolti nella città alsaziana e un sito di riserva per tali sistemi IT è stato già installato nella cittadina del Salisburghese.
Tali due siti dovrebbero essere anche i luoghi in cui i compiti relativi, rispettivamente, allo sviluppo tecnico e alla gestione operativa di Eurodac dovrebbero essere svolti e in cui dovrebbe essere stabilito un sito di riserva per Eurodac. Tali due siti dovrebbero essere anche i luoghi, rispettivamente, per lo sviluppo tecnico e la gestione operativa di altri sistemi IT su larga scala nello spazio di libertà, sicurezza e giustizia e, se lo strumento legislativo pertinente lo prevede, per un sito di riserva in grado di assicurare il funzionamento di un sistema IT su larga scala in caso di guasto di tale sistema.